# Moeche
Moeche település Spanyolországban, A Coruña tartományban. Moeche As Somozas, San Sadurniño, Valdoviño és Cerdido községekkel határos. Lakosainak száma 1200 fő (2024).

## Népesség
A település népessége az utóbbi években az alábbiak szerint változott:
| Lakosok száma | 1536 | 1461 | 1437 | 1416 | 1363 | 1303 | 1220 | 1226 | 1200 | 1200 |
|               | 2001 | 2004 | 2006 | 2009 | 2011 | 2014 | 2016 | 2019 | 2021 | 2024 |